# Flamero

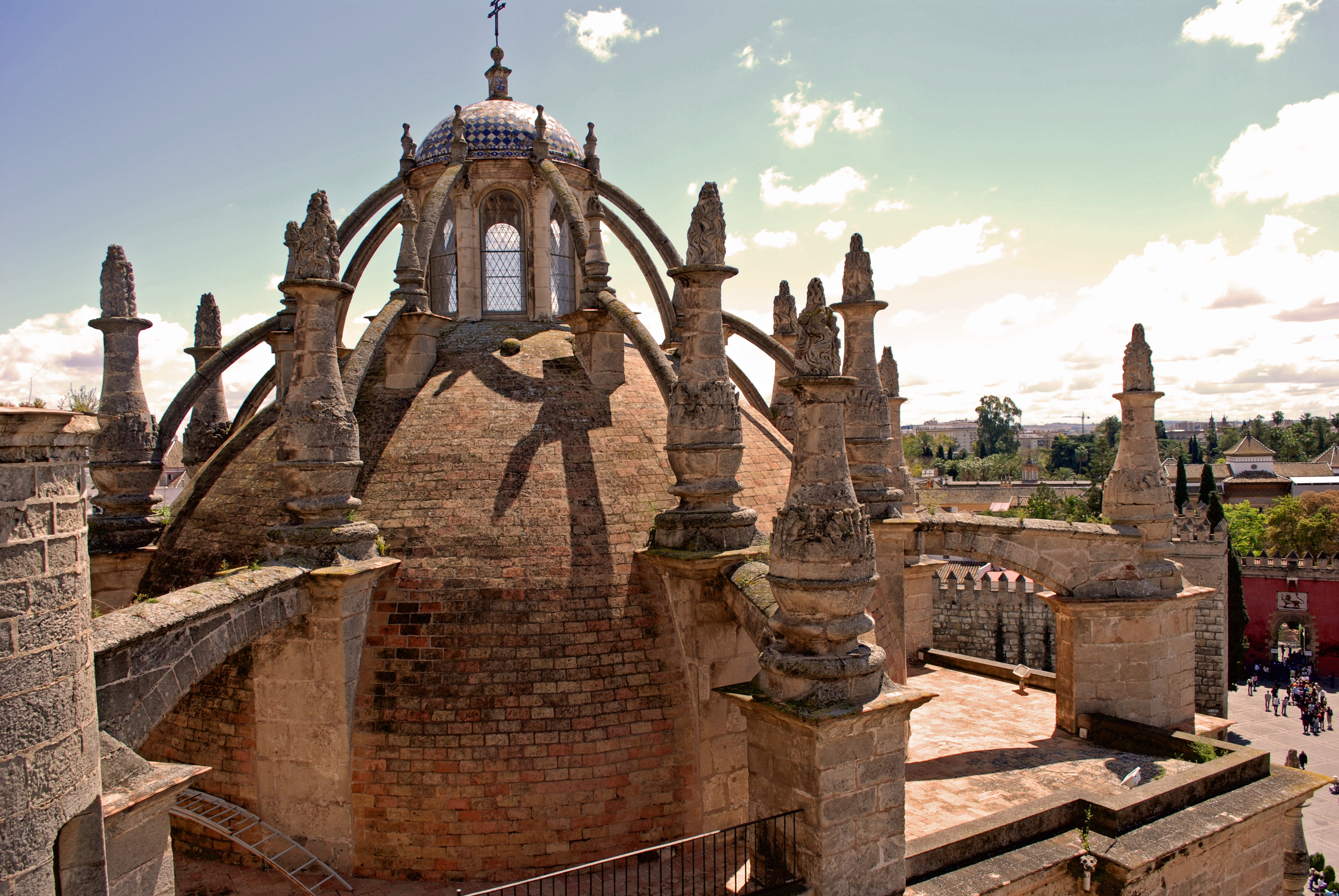
Cúpula de la Sacristía Mayor de la Catedral de Sevilla. Pueden observarse numerosos flameros.

En arquitectura se conoce con el nombre de flamero, al tipo de pináculo decorativo realizado generalmente en piedra, que tiene forma de antorcha, vaso o copa, y de cuya parte superior surge una llama o fuego. Esta modalidad de pináculo decorativo viene a sustituir a las estilizadas agujas góticas, y representa una aportación de la estética ornamental del renacimiento.
Por ello es fácil ver flameros en edificios de esta época, tanto tallados en bulto redondo como los que aparecen sobre el cerramiento renacentista de la catedral de Sevilla, como otros tallados como remates de portadas, como pueden verse en la Universidad de Salamanca o en la Iglesia de Santa María de la Mesa de Utrera (Sevilla).